# 妙筠菩萨
妙筠菩萨是邓丽君在台湾民间信仰的神化形象，供奉在台湾彰化縣二林鎮的廣懿宮。

## 形象
妙筠菩萨为身穿黑色龙纹旗袍、手握麦克风的歌女模样，取材自邓丽君生前歌唱时的打扮。头上戴着一朵红花，脖颈挂珍珠项链。

## 历史
1999年，广懿宫济公律師張庭禎曾于泰國清邁为邓丽君超度，因此与其結緣，2005年賜以「妙筠菩薩」尊称。2013年，台湾女性雕塑家洪瓊華为妙筠菩薩制作了两尊銅像，一尊供奉在广懿宫，另一尊供奉在印尼峇里島的廣泰宫。但妙筠菩萨像塑造时，并未告知邓丽君文教基金会，邓丽君家属不反对将其圣像放在寺庙中供奉。
2015年8月22日，廣懿宮举行中元节普渡法会时，供奉了5,000桌供品；庙方请出妙筠菩萨像开光供信众们参拜，其中包括邓丽君歌迷。